# الإعلان الدستوري السوري
الإعلان الدستوري السوري هو وثيقة قانونية مؤقتة تهدف إلى تنظيم شؤون الدولة خلال الفترة الانتقالية، وذلك في ظل غياب دستور دائم للبلاد إثر تعليق العمل بالدستور السوري الذي أقر في العام 2012. وقد تم إصداره بهدف سد الفراغ الدستوري وتنظيم عمل مؤسسات الدولة خلال هذه المرحلة.
ففي 13 مارس/آذار 2025، وقّع الرئيس السوري أحمد الشرع إعلانًا دستوريًا يحدد مدة المرحلة الانتقالية في البلاد بخمس سنوات، وذلك بعد أسابيع من تعهّده بإصدار "إعلان دستوري" للمرحلة الانتقالية. وقد ضم الإعلان 53 مادة موزعة على أربعة أبواب.

## لجنة إعداد الإعلان
صدر قرار تشكيل لجنة إعداد الإعلان الدستوري في 2 مارس/آذار 2025، وتضمّنت اللجنة مجموعة من الخبراء القانونيين والسياسيين السوريين، وهم:
1. عبد الحميد العواك.
2. ياسر الحويش.
3. إسماعيل الخلفان.
4. ريعان كحيلان.
5. محمد رضى جلخي.
6. أحمد قربي.
7. بهية مارديني.

## مواد الإعلان
يتكون الإعلان الدستوري السوري من مقدمة و52 مادة متوزعة على 4 أبواب رئيسية:
1. أولها باب الأحكام العامة الذي تضمن 11 مادة، أبقت على اسم الدولة "الجمهورية العربية السورية"، ودين الرئيس هو الإسلام. كما أبقت الفقه الإسلامي مصدرا رئيسيا للتشريع واللغة العربية لغة رسمية للدولة، فيما جرى تغيير العلم، حيث تم النص على علم الثورة المكون من ثلاثة مستطيلات متساوية، يعلوها اللون الأخضر ويتوسطها اللون الأبيض ومن ثم الأسود في الأسفل. وتتوسط العلم في المنتصف وضمن المساحة البيضاء ثلاث نجمات حمراء. ونصت المادة الحادية عشرة على أن الاقتصاد الوطني يقوم على مبدأ المنافسة الحرة العادلة ومنع الاحتكار.
2. الباب الثاني، فهو عن الحقوق والحريات، وقد ضم 12 مادة، معتبراً جميع الحقوق والحريات المنصوص عليها في المعاهدات والمواثيق والاتفاقيات الدولية لحقوق الإنسان التي صادقت عليها الجمهورية العربية السورية، جزءً لا يتجزأ من هذا الإعلان. وأكد أن الدولة تكفل حرية الرأي والتعبير والإعلام والنشر والصحافة، وتضمن عمل الجمعيات والنقابات، وتصون حق المشاركة السياسية وتشكيل الأحزاب على أسس وطنية، وفقا لقانون جديد.
3. الباب الثالث لمعالجة شكل نظام الحكم والسلطات في المرحلةِ الانتقالية وتضمن 24 مادة، ركز فيها على الفصل بين السلطات، حيث أوكل ممارسة السلطة التشريعية إلى مجلس الشعب حتى اعتماد دستور دائم، وإجراء انتخابات تشريعية جديدة، في حين يمارس رئيس الجمهورية والوزراء السلطة التنفيذية. وشدد على أن السلطة القضائية مستقلة، وحظر إنشاء المحاكم الاستثنائية، في حين جرى حل المحكمة الدستورية العليا القائمة كونها من بقايا النظام المخلوع، على أن يتم إنشاء محكمة دستورية عليا جديدة.
4. الباب الرابع عن الاحكام الختامية يتكون من 6 مواد،

حيث نظم موضوع العدالة الانتقالية ، ومدة المرحلة الانتقالية التي حددها بخمس سنوات وطريقة تعديل الإعلان الدستوري باقتراح رئيس الجمهورية وموافقة ثلثي مجلس الشعب. واستمرار
العمل بالقوانين النافذة ما لم يتم تعديلها أو إلغاؤها.

### الجديد في الإعلان الدستوري
- نص الإعلان الدستوري على إحداث هيئة لتحقيق العدالة الانتقالية، تعتمد آليات فاعلة تشاورية مرتكزة على الضحايا، لتحديد سبل المساءلة، والحق في معرفة الحقيقة، وإنصاف الضحايا والناجين، بالإضافة إلى تكريم الشهداء.
- استثنى جرائم الحرب والجرائم ضد الإنسانية وجريمة الإبادة الجماعية وكل الجرائم التي ارتكبها النظام البائد، من مبدأ عدم رجعية القوانين.
- تجريم تمجيد نظام الأسد البائد ورموزه، على أن يعد إنكار جرائمه أو الإشادة بها أو تبريرها أو التهوين منها، جرائم يعاقب عليها القانون.
- ألغى الإعلان منصب رئيس مجلس الوزراء، ليكون شكل نظام الحكم بذلك رئاسيا تاما، قائما على الفصل الكامل بين السلطات التشريعية والتنفيذية والقضائية.
- منح رئيس الجمهورية حق تشكيل لجنة عليا لاختيار أعضاء مجلس الشعب في المرحلة الانتقالية، على أن تقوم اللجنة المعينة بالإشراف على تشكيل هيئات فرعية ناخبة لانتخاب ثلثي أعضاء مجلس الشعب، والثلث الأخير يعينه رئيس الجمهورية "لضمان التمثيل العادل والكفاءة".
- ألزم الإعلان رئيس الجمهورية العربية باتفاقيات حقوق الإنسان المصدَّق عليها من قبل الدولة السورية، وهذا النص يشكل سابقة في التاريخ الدستوري السوري.
- ألغى السلطات الاستثنائية الممنوحة لرئيس الجمهورية، مبقيا على سلطة استثنائية واحدة، هي إعلان حالة الطوارئ؛ حيث يحق للرئيس إعلان "حالة الطوارئ جزئيا أو كليا لمدة أقصاها ثلاثة أشهر في بيان إلى الشعب، بعد موافقة مجلس الأمن القومي واستشارة رئيس مجلس الشعب ورئيس المحكمة الدستورية، ولا تمدد لمرة ثانية إلا بعد موافقة مجلس الشعب".
- حظر الإعلان الدستوري إنشاء المحاكم الاستثنائية، الذي دأب النظام السابق على إنشائها بهدف إحكام قبضته على السوريين.

### أبرز بنوده
- الحفاظ على وحدة وسلامة سوريا، أرضاً وشعباً.
- تحقيق العدالة الانتقالية وإنصاف الضحايا.
- بناء دولة المواطنة والحرية والكرامة وسيادة القانون.
- تنظيم شؤون البلاد في المرحلة الانتقالية وفق مبادئ الحكم الرشيد.
- تحديد مدة المرحلة الانتقالية بـ5 سنوات.
- تحديد الصلاحيات الأساسية لرئيس الجمهورية.
- النص على أن دين رئيس الدولة هو الإسلام، وأن الفقه الإسلامي هو المصدر الأساسي للتشريع.
- النص على حقوق الرأي والتعبير والإعلام والنشر والصحافة.
- ضمان حق الملكية وحق المرأة في المشاركة في العمل والعلم.
- ترك أمر عزل الرئيس أو فصله أو تقليص سلطاته لمجلس الشعب.
- حل المحكمة الدستورية القائمة.
- ضبط إعلان حالة الطوارئ بموافقة مجلس الأمن القومي ورهن تمديدها بموافقة مجلس الشعب.

## ردود الفعل
تباينت ردود الفعل على الإعلان الدستوري، حيث رحّبت بعض الأطراف السياسية به، معتبرةً إياه خطوة مهمة نحو تحقيق الاستقرار السياسي في البلاد. في المقابل، أعربت أطراف أخرى عن تحفظها على بعض بنود الإعلان، مطالبةً بإجراء تعديلات عليها. فيما أعلن مجلس سوريا الديمقراطية رفضه لكل ما جاء في الإعلان.
على المستوى الدولي، دعت بعض الدول إلى ضرورة تطبيق الإعلان الدستوري بشكل كامل، وتوفير الضمانات اللازمة لضمان حقوق وحريات جميع السوريين.